# أساهل كورتيس
أساهل كورتيس (بالإنجليزية: Asahel Curtis) هو مصور أمريكي، ولد في 1874 في مينيسوتا في الولايات المتحدة، وتوفي في 1941 في سياتل في الولايات المتحدة.

## روابط خارجية
- أساهل كورتيس على موقع ديسكوغز (الإنجليزية)